# 大はずれ殺人事件
『大はずれ殺人事件』(おおはずれさつじんじけん、原題: The Wrong Murder)は、アメリカの推理小説作家のクレイグ・ライスによって著された推理小説である。続編に『大当たり殺人事件』がある。

## 登場人物
- ジェーク・ジャスタス - 元新聞記者。自称世界大二のプレス・エージェント。
- ヘレン・ジャスタス - ジェークの妻。金髪美人。
- ジョージ・ブランド - ヘレンの父親。
- ジョン・J・マローン - 刑事弁護士。ジェーク、ヘレンとは親友。
- モーナ・マクレーン - シカゴ社交界のナンバーワン。ジェークとナイトクラブの“カジノ”を賭ける。
- ララメイ・ヤンドリイ - 南部の未亡人。
- エレン・オーグルツリー- ウェルズの娘。誘拐されたことがある。
- ウェルズ・オーグルツリー  - エレンの父親。
- ダフネ・サンダース - ウィリスの娘。
- ウィリス・サンダース - ダフネの父親。ジョージ・ブランドに似ている。
- レナード・マーチモント - イギリスから来た青年。
- フルーレット・サンダース -ダフネの継母。
- ジョシュア・ガンブリル - 殺された男。
- ダニエル・フォン・フラナガン - 殺人課の警部。
- ジョージー・ラ・チェラ - マックスの子分。愛称はチビのジョージー。
- マックス・フック - シカゴのギャングの総元締め。
- パートリッジ - ジョージ・ブランドの部下。白髪の小男。
- J・マーティン夫人 - 死体の第一発見者。エヴァンストンに住んでいる。
- エドワード・ガヘーガン - 警官。騒ぎの中心で男の死体を発見した。